# 叶非英
叶非英（1906年—1961年），原名叶毓茂，字士平，又名叶一茅、叶景，广东东莞人，中国无政府主义活动家、教育家。

## 生平
1906年，叶非英出生于广东东莞，曾就读于通尔小学、广州八桂中学。1922年，毕业于东莞中学。1923年，进入北京世界语专门学校:149-151。
1926年7月，因抗拒包办婚姻而离家出走。后任教于广西南宁的广西省立第三师范学校，并兼任广西省政府出版的《革命之花》副刊编辑。在此时，他成为无政府主义者。1927年“四一二事件”发生后，遭广西省政府通缉。他从下水道逃出南宁，到东兰投奔农民运动领袖韦拔群。化名“叶一茅”，在东兰农民讲习所任教务长，并讲授哲学和伦理学。1929年12月，追随韦拔群参加百色起义。1930年，起义遭受镇压后，他被捕入狱，不久越狱潜逃至香港，任职于《大同日报》社:149-151。
1930年秋，到无政府主义者聚集的泉州，先后任教于黎明高级中学、平民中学（设于泉州府文庙）、民生农校。在泉州活动达17年之久。到泉州后，叶非英开始系统阅读彼得·克鲁泡特金的著作，并结识无政府主义作家巴金（1930年8月，巴金来到泉州）。1931年左右，时任黎明高级中学教师的叶非英与袁国钦等人在泉州秘密组建中国无政府共产主义者联盟；该组织曾起草盟章，并设有书记等职务，但先后参加者仅十几人；该组织没有严密的领导机构，也无入盟手续；活动内容有办学校、刊物、工会、农会、读书会等，宣传无政府主义思想，甚至组织小股武装队伍；该组织实际存在仅二、三年:188–196。1932年4月，巴金第二次到泉州，在平民中学住了10天，曾与主持校务的叶非英一起住在一间小厢房里。巴金很崇拜叶菲英，称其为“我们的耶稣”。1938年3月16日，发起创办《大众报》（发行至1949年）。1940年5月6日，发起创办《民生报》（发行至1949年）:533-534。
1947年—1948年，莫纪彭在广州创办蔼文中学，聘请叶非英任教，当时他还协助筹办粤东女子职业中学。蔼文中学停办后，1948年冬天，回泉州民生农校任教:149-151。
1949年，解放军占领广州后，叶非英离开泉州，经香港回广州，在广州新民中学任教导主任。1950年，加入中国民主同盟。1953年夏，广州新民中學和千頃中學合併為廣州市第十四中學，葉非英任教導主任、教育工會主席。1954年前后，被评为教育先进工作者，并当选广州市越秀区第一届人大代表，出席广州市人大。1958年，因曾印过巴金的书，被划为“右派”、“无政府主义反革命分子”，送劳动教养。1961年，在劳教农场去世。1983年5月，获平反:149-151。

## 个人生活
叶非英没有任何积蓄，所有的钱都花在学生身上，盖的是破被子。终身未婚。叶非英在劳教时仍拼命劳动，同劳教的人劝他：“粮食不够，吃不饱，身体虚弱，你还这么卖力气去劳动，不怕送老命么？”叶非英答到：“死了，就算了”；后来，果然病死在劳教农场。

## 纪念
目前，黎明职业大学（起源于黎明高级中学）设有“叶非英助学奖学金”。泉州市农业学校（起源于平民中学和民生农校）设有“非英图书室”。巴金曾多次向黎明职业大学和泉州市农业学校捐赠图书。
巴金的杂文集《随想录》里有一篇名为《怀念非英兄》的文章。